# لندي (شليل)
لندي (بالفارسية: لندی) هي قرية تقع في إيران في قسم شلیل الريفي. يقدر عدد سكانها بـ 574 نسمة بحسب إحصاء 2016.